# (909) Ulla
(909) Ulla – planetoida należąca do zewnętrznej części pasa głównego asteroid okrążająca Słońce w ciągu 6 lat i 243 dni w średniej odległości 3,54 au. Została odkryta 7 lutego 1919 roku w Landessternwarte Heidelberg-Königstuhl w Heidelbergu przez Karla Reinmutha. Nazwa pochodzi od Ulli Ahrens, córki przyjaciela odkrywcy. Przed nadaniem nazwy planetoida nosiła oznaczenie tymczasowe (909) 1919 FA.